# 蔡懋德
蔡懋德（1586年—1644年），原名陳懋德，崇禎中復姓蔡，字維立，又字公虞，號雲怡，直隸蘇州府崑山縣人，明末政治人物。萬曆己未進士。崇禎間累官至都察院右僉都御史、巡撫山西。李自成破太原，蔡懋德自縊殉國。

## 生平

### 早年
早年崇拜王守仁，著《管見》，萬曆四十七年（1619年）中進士，授杭州推官，以執法嚴正、為官清廉著稱。同鄉顧秉謙位高權重，蔡懋德卻不接機巴結，因此得罪顧秉謙，不得快速升遷。授禮部儀制司主事，進祠祭司員外郎。天啟年間，百官往謁魏忠賢生祠，蔡懋德托病不赴。

### 外任
崇禎初年，任江西提學副使，好以王守仁《拔本塞源論》教諸生，五年（1632年）遷浙江右參政，守嘉興、湖州，屠阿醜等盜出沒於太湖，蔡懋德以計擒屠阿醜。皆曰：「懋德知兵。」丁内艱，服闋，補井陘道，進左參政，改寧前道。蔡懋德好佛學，律身如苦行僧，楊嗣昌覺得他太瘦弱，不能居僻地，改濟南道。累遷山東按察使、河南右布政使。河南任內曾經因為田荒穀貴，賊人煽動百姓造反而下令屬下州縣停徵稅賦，結果被朝廷鐫黜七級重懲，但得以繼續任職視職。崇禎十四年（1641年）冬，廷臣以蔡懋德知兵而向崇禎帝推薦，因此懋德被擢升為右僉都御史，巡撫山西。崇禎十五年（1642年）春討平大盜王冕，同年十月，入衛京師，詔扼守龍泉、固關二關。

### 殉國
崇禎十六年（1643年）冬，李自成破潼關，同年十二月，蔡懋德師駐平陽，後升都察院右僉都御史，巡撫山西。崇禎十七年二月初五日（1644年3月13日）李自成軍進攻太原，蔡懋德遣牛勇、王永魁、朱孔訓等督兵五千人出戰盡歿。二月初八早上，大順軍以守將張雄作內應，炮轟破城，從迎澤門入城，蔡懋德自縊死，享年五十九。李建泰逃亡保定。中軍副總兵應時盛與蔡懋德同時擊賊，蔡懋德死後，應時盛亦自刎。

## 身後
諡忠襄。清朝改諡忠恪。

## 家族
曾祖陳安，自太倉遷崑山。祖父陳疇。父陈允忠，字维诚，號敬亭，以子贵赠奉直大夫。有三子：長子蔡方熺，次蔡方炳、蔡方炌。